# Living Art Museum

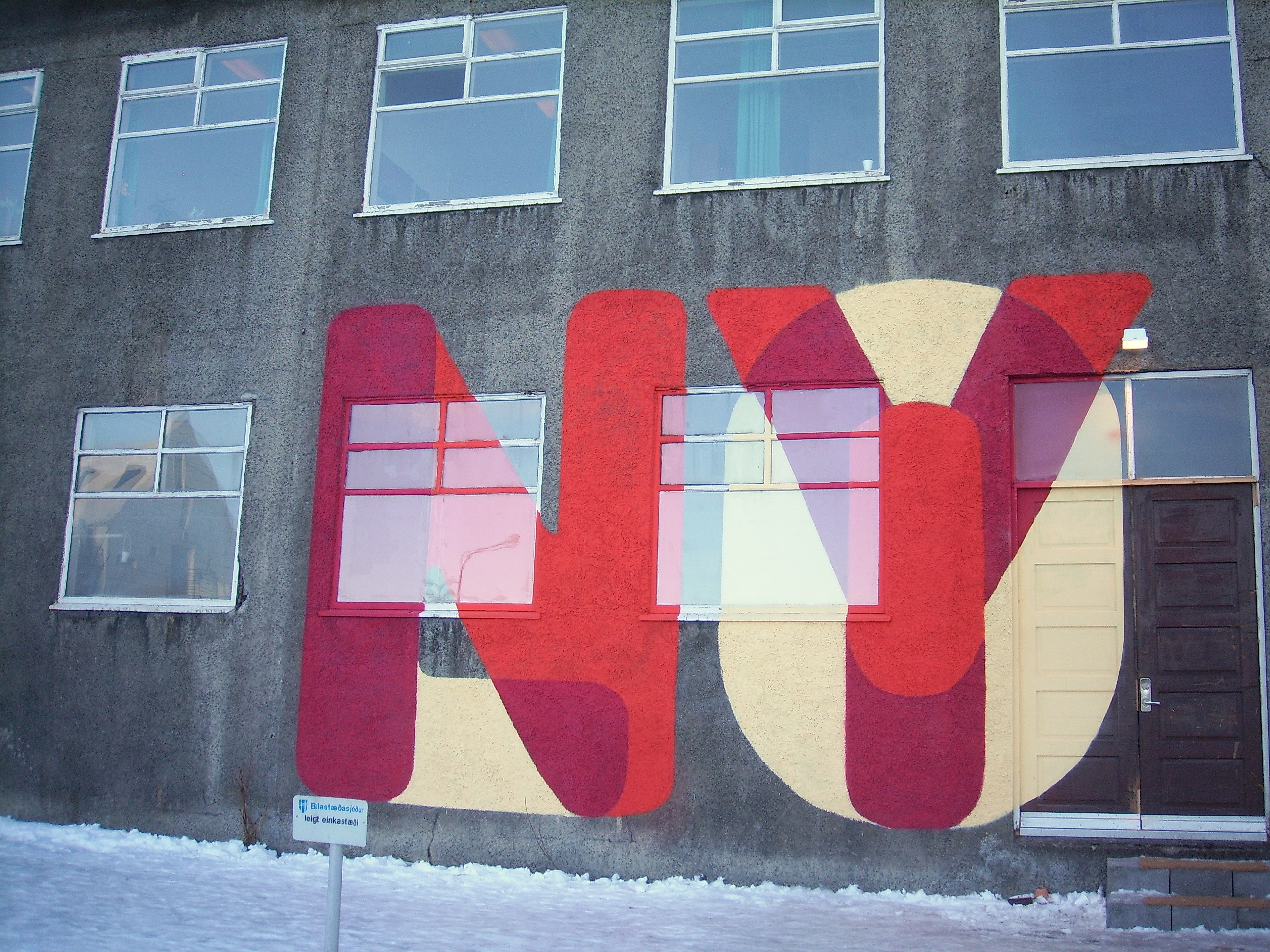
Living Art Museum

Das Living Art Museum (isl. Nýlistasafnið, kurz Nýló) ist ein Museum in der isländischen Hauptstadt Reykjavík.
Das Museum stellt zeitgenössische Kunst aus. Seinem Anspruch nach, ein Forum für Experimente und neue Stilrichtungen in den visuellen Künsten zu sein, fungiert es auch als Veranstaltungsort und Treffpunkt für Künstler. Im Jahr 1978 gründeten Dieter Roth, Magnús Pálsson und andere Künstler das Museum im Zuge der Fluxusbewegung.